# Cristianesimo a Gibuti
Il cristianesimo a Gibuti è una religione minoritaria. Circa il 94% della popolazione di Gibuti è di religione islamica; i cristiani rappresentano circa il 6% della popolazione. L'islam è la religione di stato, ma la costituzione prevede la libertà di religione entro i limiti fissati dalla legge. Le religioni non islamiche si devono registrare. Lo stato riconosce il cristianesimo nelle confessioni cattolica, protestante e ortodossa; altre confessioni cristiane e altre religioni non sono riconosciute legalmente. Il proselitismo religioso verso i musulmani è vietato. La conversione dei musulmani ad altra religione non è vietata, ma è fortemente scoraggiata: i musulmani convertiti subiscono la riprovazione sociale anche da parte delle famiglie e discriminazioni nel campo dell'istruzione e del lavoro. Un uomo non musulmano non può sposare una donna musulmana, a meno che non si converta all'islam.

## Confessioni cristiane presenti
- Chiesa cattolica: è presente nel Paese con una sola diocesi, la diocesi di Gibuti. I cattolici a Gibuti sono 7.000, pari a circa l'1% della popolazione;
- Chiesa ortodossa e ortodosse orientali: sono presenti la Chiesa ortodossa etiope e la Chiesa greco-ortodossa;
- Protestantesimo: la maggiore denominazione protestante è la Chiesa protestante evangelica di Gibuti, fondata nel 1960, che riunisce protestanti di varie confessioni (riformati, luterani, mennoniti, avventisti e battisti. A Gibuti è presente anche una parrocchia della Chiesa neo-apostolica.